# Grodziszcze (Grębocice)
Grodziszcze (deutsch Groß Gräditz, von 1937 bis 1945 Burgdorf) ist ein Dorf in Polen in der Woiwodschaft Niederschlesien. Es gehört zum Powiat Polkowicki und ist Teil der Landgemeinde Grębocice.

## Sehenswürdigkeiten
Denkmalgeschützt sind heute:
- Das Jagdschloss (Pałac myśliwski) ist ein ehemaliger Rittersitz aus der zweiten Hälfte des 16. Jahrhunderts und heute eine Ruine. Im Norden ist eine Lindenallee.[1]

- Der südlich davon gelegene Landschaftspark.

- Die Reste einer Stammesfestung aus dem 9. Jahrhundert

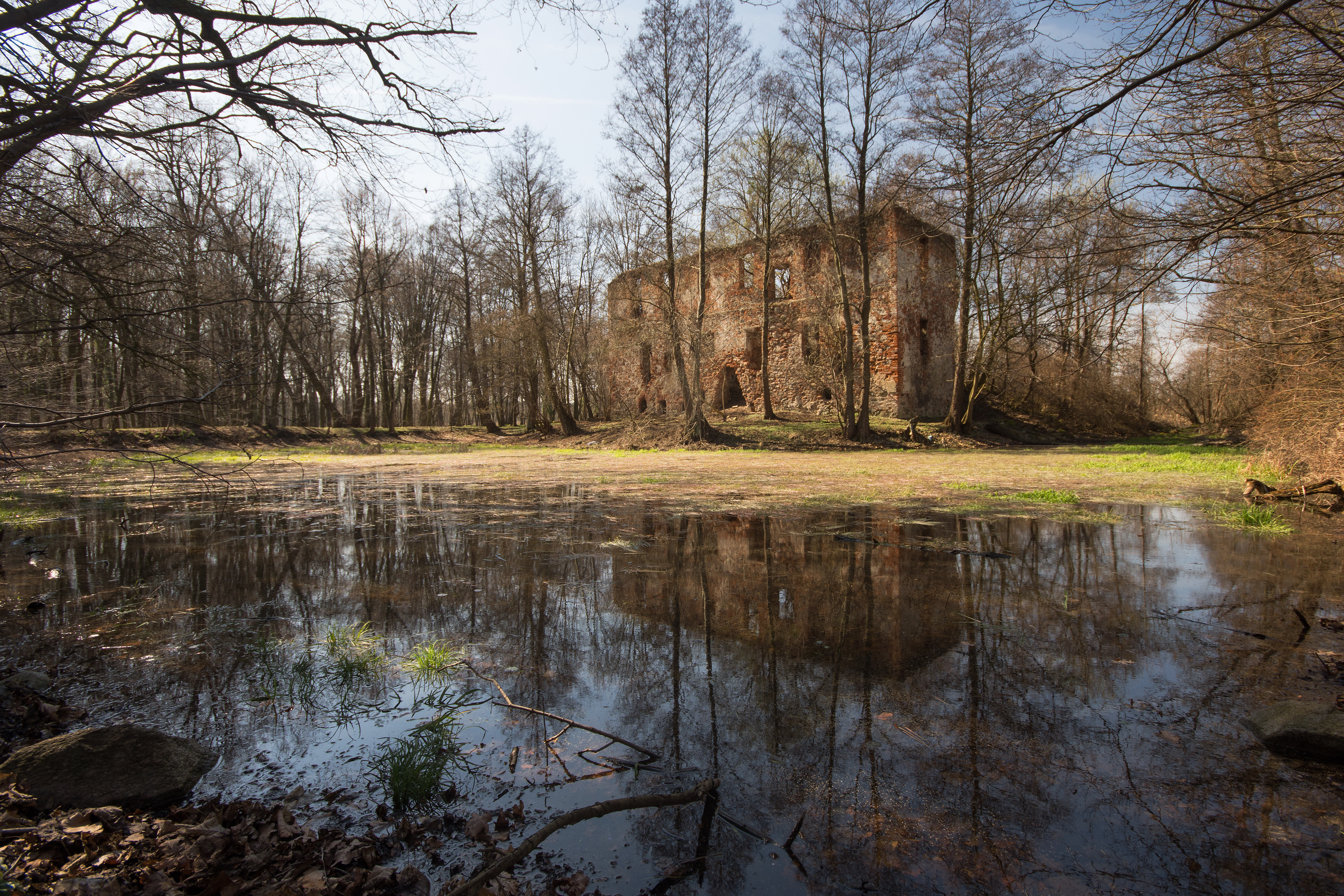
Das Jagdschloss
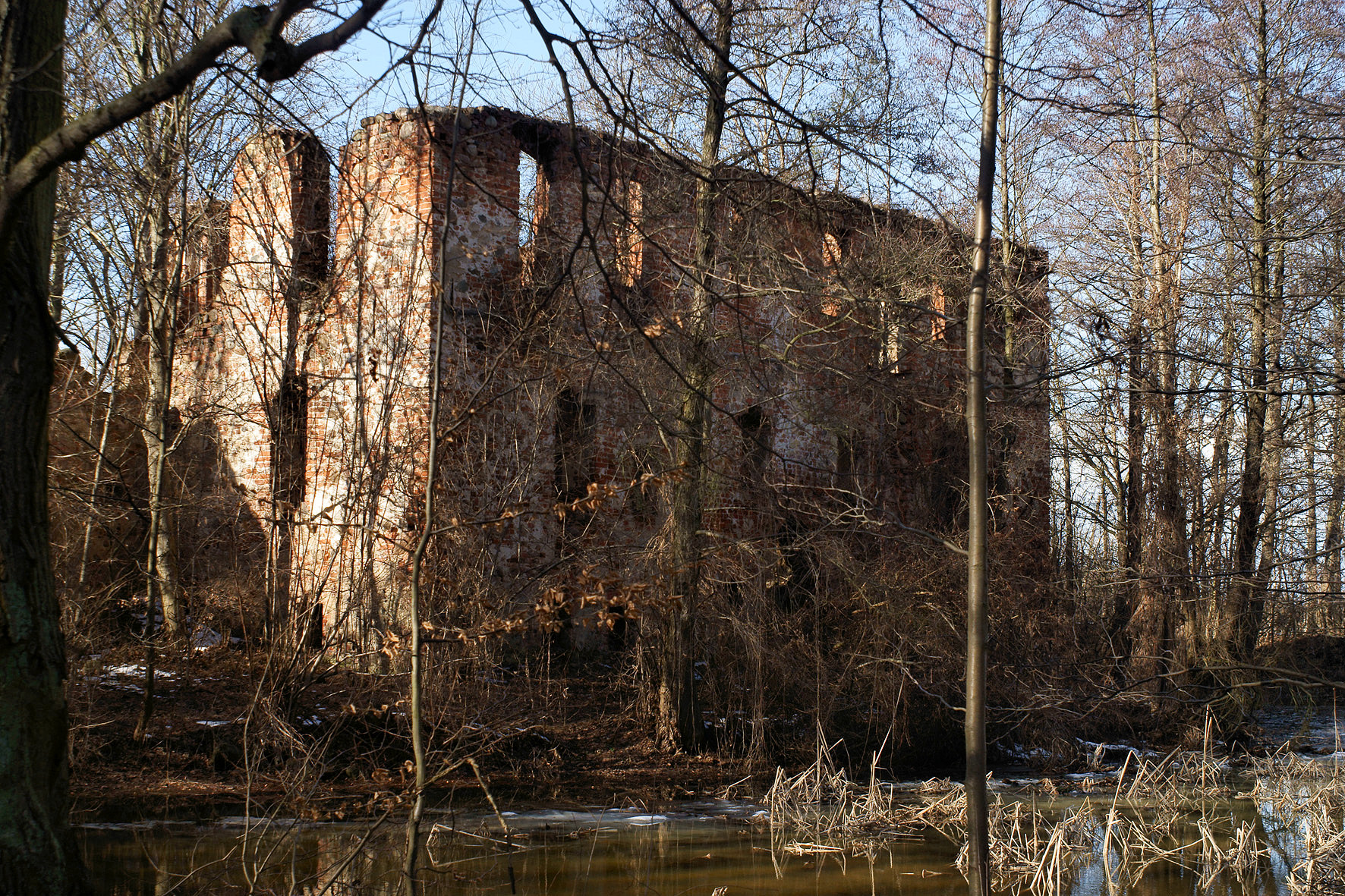
Das Jagdschloss